# 박용수 (국어학자)
박용수(朴容秀, 1934년 11월 15일~2022년 3월 25일)는 경상남도 진양에서 태어난 민주화 운동가, 사진가, 시인, 국어학자이다. 한글문화연구회 이사장을 지냈다.

## 생애
1950년 봄에 장티푸스를 앓았는데, 한국전쟁으로 제대로 된 치료를 받지 못해 청각을 잃었고, 언어 장애도 겪게 됐다. 진주고등학교 2학년 때 중퇴하고, 이후 사진을 배워 경남 진주에서 사진가로 일하다 1960년 한 문예지를 통해 시인으로 등단했고, 시인의 꿈을 이루기 위해 1970년에 상경했다. 1974년 11월 소설가 이문구, 김정한, 박태순, 송기원, 시인 고은, 신경림 등과 함께 자유실천문인협의회(민족문학작가회의의 전신)을 만들며 민주화운동에 본격적으로 나섰다. 유신 시절 노조 운동을 한 적도 있다. 6월 항쟁 당시엔 민주통일민중운동연합(민통련) 내에 보도실을 만들어 50대의 나이로 현장을 낱낱이 기록했다. 민주통일민중운동연합 중앙위원을 지냈고, 두 차례 구속됐다. 민족문학작가회의 이사, 나라사랑청년회 지도위원, 한국민주노동자연합 지도위원을 역임했고, 타임과 라이프의 리포터로도 활동했다. 한겨레21 박승화 기자가 아들이다.

## 시인
월북 시인인 임화와 신석정의 `들길에 서서'를 접하면서 시에 빠져들었다. 1969년 '바람소리'를 썼다. 1984년 시집 《바람소리》를 펴냈다.

## 기록사진작가
부산 김재문의 문하에서 사진을 배웠다. 이후 각종 공모전에서 특선, 준특선 입상. 개천예술제 사진분과 차장으로 일하면서 시가족동인, 흑기사동인으로 문학활동했다. 1987년 6월의 복잡다단한 표정을 한장의 인화지에 담아낸 기록사진작가. 이한열 장례식 사진을 찍었다. 특히 구치소에 수감된 민주화운동 인사들에게 또 다른 폭력이 가해지지 않도록 감시하는 데 중점을 두고 사진을 찍었다. 호주머니에 작은 카메라를 숨겨 구치소 관계자 몰래 수많은 사진을 찍어 세상에 알렸다. 안동교도소에 갇힌 문익환 목사가 노벨평화상 후보로 추천되자 문 목사 사진을 찍어 외신에 넘겼다. 서울교도소에 수감 중인 장기표씨를 면회 갔을 땐 기둥에 숨어 셔터를 누르기도 했다. 민주화 과정을 담아낸 8만7천여점의 사진을 민주화운동기념사업회에 기증했다. 1988년 말 사진집 《민중의 길》을 펴냈다.

## 국어학자
민주화 이후 《우리말 갈래사전》(1989년)을 펴냈다. 이 책은 대한민국 사전 편찬사에서 분류사전의 영역을 개척한 책으로 꼽힌다. 문익환 목사가 1989년 방북 때 이 책을 김일성 주석에게 선물하고, 겨레말 통일사전을 만들기로 합의한 것을 계기로 갈래사전의 증보 작업을 하기 위해 1990년 12월에 한글문화연구회를 만들었다.
《겨레말 갈래 큰사전》(1993년),《새우리말 갈래사전》(1994년),《겨레말 용례사전》(1996년)을 펴내며 '우리말 지킴이'로 살았다. 2003년부터 컴퓨터에서 검색이 가능한 '자연어 검색 전자 갈래사전'을 개발 중이다.

## 수상
- 1999년 4월 29일 대통령상 '올해의 장애 극복상'
- 2001년 8월 31일 한글학회 '우리 말글 지킴이상'
- 2002년 10월 9일 대통령상 '세종문화상'